# Almiro Lobo
Almiro Lobo (Quelimane, Mozambique, 30 de abril de 1982) es un exfutbolista de Mozambique que jugaba en la posición de lateral izquierdo.

## Carrera

### Club
| Periodo   | Club                  |
| --------- | --------------------- |
| 2003-2004 | CD Maxaquene          |
| 2004-2006 | Budapest Honvéd FC    |
| 2006-2007 | Dunaújváros FC        |
| 2006–2008 | Bidvest Wits FC       |
| 2008–2012 | Platinum Stars FC     |
| 2012–2014 | Liga Muçulmana        |
| 2014–2020 | FC Bravos do Maquis   |
| 2016      | → AS Aviação (cedido) |

### Selección nacional
Debutó con Mozambique el 11 de abril de 2004 en la victoria por 2-0 ante Suazilandia en un partido amistoso en Namaacha y su primer gol internacional lo anotó el 8 de junio de 2008 en la derrota por 1-2 ante Botsuana en Maputo por la clasificación de CAF para la Copa Mundial de Fútbol de 2010. Su retiro internacional fue el 14 de noviembre de 2015 en la derrota por 0-1 ante Gabón el Libreville en la Clasificación de CAF para la Copa Mundial de Fútbol de 2018, registrando un total de 84 partidos internacionales y anotó ocho goles.
| N.º | Fecha      | Sede                                            | Rival           | Marcador | Resultado | Torneo                                                        |
| --- | ---------- | ----------------------------------------------- | --------------- | -------- | --------- | ------------------------------------------------------------- |
| 1.  | 8-6-2008   | Estádio da Machava, Maputo, Mozambique          | Botsuana        | 1–1      | 1–2       | Clasificación para la Copa Mundial de Fútbol de 2010          |
| 2.  | 7-9-2008   | Estádio da Machava, Maputo, Mozambique          | Costa de Marfil | 1–1      | 1–1       | Clasificación para la Copa Mundial de Fútbol de 2010          |
| 3.  | 12-8-2009  | Estádio da Machava, Maputo, Mozambique          | Suazilandia     | 1–0      | 1–0       | Amistoso                                                      |
| 4.  | 12-1-2010  | Estádio Nacional de Ombaka, Benguela, Angola    | Benín           | 1–2      | 2–2       | Copa Africana de Naciones 2010                                |
| 5.  | 11-8-2010  | Estádio da Machava, Maputo, Mozambique          | Suazilandia     | 2–1      | 2–1       | Amistoso                                                      |
| 6.  | 11-11-2011 | Stade Said Mohamed Cheikh, Mitsamiouli, Comoras | Comoras         | 1–0      | 1–0       | Clasificación para la Copa Mundial de Fútbol de 2014          |
| 7.  | 9-9-2012   | Estádio do Zimpeto, Maputo, Mozambique          | Marruecos       | 1–0      | 2–0       | Clasificación para la Copa Africana de Naciones de 2013       |
| 8.  | 28-7-2013  | Estádio da Machava, Maputo, Mozambique          | Namibia         | 1–0      | 3–0       | Clasificación para el Campeonato Africano de Naciones de 2014 |

## Logros
- Moçambola (2): 2003, 2013
- Copa de Mozambique (1): 2012
- Copa de Angola (1): 2015